# Federal Emergency Management Agency

FEMA:s logotyp.

Federal Emergency Management Agency (FEMA) är en myndighet i USA under inrikessäkerhetsdepartement  som sätts in vid större katastrofer och/eller krig. Den har hand om bland annat upprensningen av strålningsdödade kroppar vid kärnvapenkrig, och infrastruktur under och efter katastrofer. Säkerställa vatten, el, kommunikation och vägar under/efter krig och katastrofer.